# Garrott Kuzzy
Garrott Kuzzy (* 26. November 1982 in Minneapolis) ist ein ehemaliger US-amerikanischer Skilangläufer.

## Karriere
Kuzzy nahm von 2001 bis 2011 an Wettbewerben der Fédération Internationale de Ski teil. Er trat vorwiegend beim Nor-Am Cup und der US Super Tour an, die er 2008 auf dem ersten Platz in der Gesamtwertung beendete. Er gewann bei der US Super Tour insgesamt sieben Rennen und beim Nor-Am-Cup ein Rennen. Sein erstes von insgesamt 18 Weltcuprennen absolvierte er im Januar 2008 in Canmore, welches er auf dem 49. Platz im 30-km-Verfolgungsrennen beendete. Vier Tage später holte er mit dem neunten Platz im Sprint seine ersten Weltcuppunkte. Dies war auch seine beste Platzierung bei einem Weltcuprennen. Bei den nordischen Skiweltmeisterschaften 2009 in Liberec belegte er den 44. Platz im Sprint und den 43. Rang im 50-km-Massenstartrennen. Im Januar 2010 wurde er Zweiter im Sprint bei den US-amerikanischen Meisterschaften. Bei den Olympischen Winterspielen 2010 in Vancouver errang er den 58. Platz über 15 km Freistil, den 47. Platz im Sprint und den 13. Rang mit der Staffel.

## Weltcup-Statistik
Die Tabelle zeigt die erreichten Platzierungen im Einzelnen.
- 1.–3. Platz: Anzahl der Podiumsplatzierungen
- Top 10: Anzahl der Platzierungen unter den ersten zehn
- Punkteränge: Anzahl der Platzierungen innerhalb der Punkteränge
- Starts: Anzahl gelaufener Rennen in der jeweiligen Disziplin
- Hinweis: Bei den Distanzrennen erfolgt die Einordnung gemäß FIS.

| Platzierung         | Distanzrennen a | Distanzrennen a | Distanzrennen a | Distanzrennen a | Distanzrennen a | Skiathlon Verfolgung | Sprint | Etappen- rennen b | Gesamt | Team c | Team c  |
| Platzierung         | ≤ 5 km          | ≤ 10 km         | ≤ 15 km         | ≤ 30 km         | > 30 km         | Skiathlon Verfolgung | Sprint | Etappen- rennen b | Gesamt | Sprint | Staffel |
| ------------------- | --------------- | --------------- | --------------- | --------------- | --------------- | -------------------- | ------ | ----------------- | ------ | ------ | ------- |
| 1. Platz            |                 |                 |                 |                 |                 |                      |        |                   |        |        |         |
| 2. Platz            |                 |                 |                 |                 |                 |                      |        |                   |        |        |         |
| 3. Platz            |                 |                 |                 |                 |                 |                      |        |                   |        |        |         |
| Top 10              |                 |                 |                 |                 |                 |                      | 1      |                   | 1      |        |         |
| Punkteränge         |                 |                 |                 |                 |                 |                      | 3      |                   | 3      | 1      | 1       |
| Starts              |                 |                 | 5               | 1               |                 | 2                    | 8      |                   | 16     | 1      | 1       |
| Stand: Karriereende |                 |                 |                 |                 |                 |                      |        |                   |        |        |         |